# تايسي إيسوإ
تايسي إيسوإ (باليابانية: 磯江 太勢) (10 مارس 1998 في فوكوياما في اليابان – )؛ هو لاعب كرة قدم ياباني سابق كان يلعب كمدافع.

## وصلات خارجية
- تايسي إيسوإ على موقع رابطة كرة القدم اليابانية للمحترفين (اليابانية)
- تايسي إيسوإ على موقع عالم كرة القدم.نت (الإنجليزية)